# I liga polska w piłce siatkowej mężczyzn (1977/1978)
I liga polska w piłce siatkowej mężczyzn 1977/1978 – 42. edycja rozgrywek o mistrzostwo Polski w piłce siatkowej mężczyzn.

## Drużyny uczestniczące
| | I liga 1977/1978    |   |      |
| --- | ------------------- | - | ---- |
| MIL | Płomień Milowice    | 1 | PEMK |
| OLS | AZS Olsztyn         | 2 | PEZP |
| RZE | Resovia             | 3 |      |
| ŚWI | Avia Świdnik        | 4 |      |
| WRO | Gwardia Wrocław     | 5 |      |
| GDA | Stoczniowiec Gdańsk | 6 |      |
| KRA | Hutnik Kraków       | 7 |      |
| WŁO | Włoclavia Włocławek | 8 |      |
| | Awans z II ligi     |   |      |
| LEG | Legia Warszawa      |   |      |
| MIE | Stal Mielec         |   |      |
| Oznaczenia: - kolumna pierwsza – skróty nazw drużyn wpisane na mapie (jeśli ta została zamieszczona), - kolumna trzecia – miejsce zajęte przez daną drużynę w poprzednim sezonie. |                     |   |      |

## Klasyfikacja końcowa
| Miejsce | Drużyna             |
| ------- | ------------------- |
| 1.      | AZS Olsztyn         |
| 2.      | Hutnik Kraków       |
| 3.      | Legia Warszawa      |
| 4.      | Płomień Milowice    |
| 5.      | Gwardia Wrocław     |
| 6.      | Stoczniowiec Gdańsk |
| 7.      | Stal Mielec         |
| 8.      | Resovia             |
| 9.      | Avia Świdnik        |
| 10.     | Włoclavia Włocławek |

     spadek do II ligi